# Ґардзениці-Кольонія
Ґардзениці-Кольонія (пол. Gardzienice-Kolonia) — село в Польщі, у гміні Цепелюв Ліпського повіту Мазовецького воєводства.
Населення — 133 особи (2011).
У 1975-1998 роках село належало до Радомського воєводства.

## Демографія
Демографічна структура станом на 31 березня 2011 року:
|          | Загалом | Допрацездатний вік | Працездатний вік | Постпрацездатний вік |
| -------- | ------- | ------------------ | ---------------- | -------------------- |
| Чоловіки | 66      | 14                 | 44               | 8                    |
| Жінки    | 67      | 14                 | 39               | 14                   |
| Разом    | 133     | 28                 | 83               | 22                   |